# LOVB Austin 2025
Questa voce raccoglie le informazioni riguardanti la LOVB Austin nella stagione 2025.

## Stagione
La LOVB Austin partecipa per la prima volta alla League One Volleyball, classificandosi al quinto posto in regular season: ai play-off scudetto supera la LOVB Salt Lake ai quarti di finale, la LOVB Atlanta alle semifinale, andando poi a conquistare il titolo nazionale grazie al successo in finale sulla LOVB Omaha.
Alla LOVB Classic sconfigge la LOVB Salt Lake ai quarti di finale, venendo poi sconfitta in semifinale dalla LOVB Atlanta, chiudendo quindi il torneo al terzo posto grazie al successo sulla LOVB Omaha.

## Organigramma societario
Area direttiva
- Presidente: LOVB

Area tecnica
- Allenatore: Marco Bonitta (fino a febbraio[8]), Chris McGown (da febbraio[8])
- Assistente allenatore: Stacy Sykora

## Rosa
| N° | Nome                     | Ruolo | Data di nascita   | Nazionalità sportiva |
| -- | ------------------------ | ----- | ----------------- | -------------------- |
| 1  | Katherine Bell           | O     | 5 marzo 1993      | Stati Uniti          |
| 2  | Leah Hardeman            | S     | 18 ottobre 1995   | Stati Uniti          |
| 3  | Carli Lloyd              | P     | 6 agosto 1989     | Stati Uniti          |
| 5  | Mallory McCage           | C     | 2 febbraio 1994   | Stati Uniti          |
| 6  | Alessia Gennari          | S     | 3 novembre 1991   | Italia               |
| 7  | Asjia O'Neal             | C     | 23 ottobre 1999   | Stati Uniti          |
| 9  | Saige Ka'aha'aina-Torres | P     | 30 luglio 2000    | Stati Uniti          |
| 10 | Zoe Fleck                | L     | 29 settembre 2000 | Stati Uniti          |
| 11 | Chiaka Ogbogu            | C     | 15 aprile 1995    | Stati Uniti          |
| 12 | Carly DeHoog             | O     | 14 ottobre 1994   | Stati Uniti          |
| 13 | Juliann Faucette         | O     | 25 novembre 1989  | Stati Uniti          |
| 15 | Kotoe Inoue              | L     | 15 febbraio 1990  | Giappone             |
| 16 | Madisen Skinner          | O     | 1º luglio 2001    | Stati Uniti          |
| 17 | Anna Haak                | S     | 19 settembre 1996 | Svezia               |
| 33 | Logan Eggleston          | S     | 13 novembre 2000  | Stati Uniti          |

## Mercato
| Acquisti | Acquisti                 | Acquisti                | Acquisti   |
| R.       | Nome                     | da                      | Modalità   |
| -------- | ------------------------ | ----------------------- | ---------- |
| O        | Katherine Bell           | Athletes Unlimited      | definitivo |
| O        | Carly DeHoog             | Trentino                | definitivo |
| S        | Logan Eggleston          | Galatasaray             | definitivo |
| O        | Juliann Faucette         | -                       | definitivo |
| L        | Zoe Fleck                | Münster                 | definitivo |
| S        | Alessia Gennari          | Imoco                   | definitivo |
| S        | Anna Haak                | Cuneo Granda            | definitivo |
| S        | Leah Hardeman            | Talmassons              | definitivo |
| L        | Kotoe Inoue              | Nakhon Ratchasima       | definitivo |
| P        | Saige Ka'aha'aina-Torres | Vandœuvre Nancy         | definitivo |
| P        | Carli Lloyd              | Cangrejeras de Santurce | definitivo |
| C        | Mallory McCage           | Athletes Unlimited      | definitivo |
| C        | Chiaka Ogbogu            | VakıfBank               | definitivo |
| C        | Asjia O'Neal             | -                       | definitivo |
| O        | Madisen Skinner          | Texas                   | definitivo |

| Cessioni | Cessioni | Cessioni | Cessioni |
| R. | Nome     | a        | Modalità |
| --- | -------- | -------- | -------- |
| Non sono avvenuti movimenti di mercato in uscita prima dell'annata perché la società non era attiva nella stagione precedente |          |          |          |

## Risultati

### LOVB

#### Regular season
| 9 gennaio 2025 Fort Bend Epicenter, Rosenberg             | LOVB Houston   | 3 - 2 | LOVB Austin    | 25-27, 24-26, 25-22, 27-25, 16-14 |
| 10 gennaio 2025 Fort Bend Epicenter, Rosenberg            | LOVB Austin    | 3 - 0 | LOVB Madison   | 25-21, 25-23, 25-18               |
| 15 gennaio 2025 Fort Bend Epicenter, Cedar Park           | LOVB Austin    | 1 - 3 | LOVB Atlanta   | 25-18, 23-25, 24-26, 21-25        |
| 25 gennaio 2025 Liberty First Credit Union Arena, Ralston | LOVB Omaha     | 0 - 3 | LOVB Austin    | 23-25, 20-25, 15-25               |
| 1º febbraio 2025 Gateway Center Arena, College Park       | LOVB Salt Lake | 3 - 2 | LOVB Austin    | 22-25, 25-19, 20-25, 27-25, 15-12 |
| 5 febbraio 2025 Fort Bend Epicenter, Cedar Park           | LOVB Austin    | 1 - 3 | LOVB Houston   | 31-33, 23-25, 25-21, 16-25        |
| 19 febbraio 2025 Fort Bend Epicenter, Cedar Park          | LOVB Austin    | 3 - 1 | LOVB Houston   | 25-20, 19-25, 25-18, 26-24        |
| 20 febbraio 2025 Fort Bend Epicenter, Cedar Park          | LOVB Austin    | 3 - 1 | LOVB Salt Lake | 25-21, 25-22, 21-25, 25-21        |
| 1º marzo 2025 Alliant Energy Center, Madison              | LOVB Madison   | 3 - 0 | LOVB Austin    | 25-22, 25-21, 25-17               |
| 8 marzo 2025 Gateway Center Arena, College Park           | LOVB Atlanta   | 3 - 1 | LOVB Austin    | 25-22, 24-26, 25-15, 27-25        |
| 15 marzo 2025 Fort Bend Epicenter, Rosenberg              | LOVB Houston   | 3 - 1 | LOVB Austin    | 27-25, 25-18, 19-25, 25-22        |
| 21 marzo 2025 Baxter Arena, Omaha                         | LOVB Omaha     | 2 - 3 | LOVB Austin    | 26-24, 20-25, 15-25, 25-23, 16-18 |
| 22 marzo 2025 Baxter Arena, Omaha                         | LOVB Austin    | 0 - 3 | LOVB Atlanta   | 19-25, 21-25, 15-25               |
| 28 marzo 2025 Strahan Arena, San Marcos                   | LOVB Austin    | 2 - 3 | LOVB Omaha     | 23-25, 25-17, 16-25, 25-23, 12-15 |
| 29 marzo 2025 Strahan Arena, San Marcos                   | LOVB Austin    | 2 - 3 | LOVB Madison   | 25-22, 23-25, 12-25, 25-23, 11-15 |
| 5 aprile 2025 Bruin Arena, Taylorsville                   | LOVB Salt Lake | 3 - 2 | LOVB Austin    | 18-25, 25-16, 23-25, 25-17, 15-13 |

#### Play-off
| Quarti di finale - 10 aprile 2025 KFC Yum! Center, Louisville | LOVB Salt Lake | 2 - 3 | LOVB Austin | 26-24, 26-24, 25-27, 23-25, 16-18 |
| Semifinali - 11 aprile 2025 KFC Yum! Center, Louisville       | LOVB Atlanta   | 3 - 2 | LOVB Austin | 25-21, 25-15, 22-25, 10-25, 14-16 |
| Finale - 13 aprile 2025 KFC Yum! Center, Louisville           | LOVB Austin    | 3 - 0 | LOVB Omaha  | 25-19, 25-22, 25-23               |

### LOVB Classic
| Quarti di finale - 14 febbraio 2025 Municipal Auditorium, Kansas City | LOVB Salt Lake | 1 - 3 | LOVB Austin | 24-26, 14-25, 25-19, 22-25 |
| Semifinali - 15 febbraio 2025 Municipal Auditorium, Kansas City       | LOVB Atlanta   | 3 - 1 | LOVB Austin | 25-15, 22-25, 25-23, 25-20 |
| Finale - 16 febbraio 2025 Municipal Auditorium, Kansas City           | LOVB Omaha     | 1 - 3 | LOVB Austin | 25-23, 24-26, 19-25, 19-25 |

## Statistiche

### Statistiche di squadra
| Competizione | Punti | In casa | In casa | In casa | In trasferta | In trasferta | In trasferta | Campo neutro | Campo neutro | Campo neutro | Totale | Totale | Totale |
| Competizione | Punti | G       | V       | P       | G            | V            | P            | G            | V            | P            | G      | V      | P      |
| ------------ | ----- | ------- | ------- | ------- | ------------ | ------------ | ------------ | ------------ | ------------ | ------------ | ------ | ------ | ------ |
| LOVB         | -     | 6       | 2       | 4       | 7            | 2            | 5            | 6            | 4            | 2            | 19     | 8      | 11     |
| LOVB Classic | -     | -       | -       | -       | -            | -            | -            | 3            | 2            | 1            | 3      | 2      | 1      |
| Totale       | -     | 6       | 2       | 4       | 7            | 2            | 5            | 9            | 6            | 3            | 22     | 10     | 12     |

G = partite giocate; V = partite vinte; P = partite perse

### Statistiche dei giocatori
| Giocatrice            | LOVB | LOVB | LOVB | LOVB | LOVB | LOVB Classic | LOVB Classic | LOVB Classic | LOVB Classic | LOVB Classic | Totale | Totale | Totale | Totale | Totale |
| Giocatrice            | P    | PT   | AV   | MV   | BV   | P            | PT           | AV           | MV           | BV           | P      | PT     | AV     | MV     | BV     |
| --------------------- | ---- | ---- | ---- | ---- | ---- | ------------ | ------------ | ------------ | ------------ | ------------ | ------ | ------ | ------ | ------ | ------ |
| K. Bell               | 12   | 57   | 47   | 8    | 2    | 2            | 2            | 2            | 0            | 0            | 14     | 59     | 49     | 8      | 2      |
| C. DeHoog             | 3    | 0    | 0    | 0    | 0    | 0            | 0            | 0            | 0            | 0            | 3      | 0      | 0      | 0      | 0      |
| L. Eggleston          | 19   | 238  | 198  | 35   | 5    | 3            | 50           | 45           | 3            | 2            | 22     | 288    | 243    | 38     | 7      |
| J. Faucette           | 10   | 48   | 43   | 5    | 0    | 3            | 19           | 14           | 4            | 1            | 13     | 67     | 57     | 9      | 1      |
| Z. Fleck              | 17   | 0    | 0    | 0    | 0    | 3            | 0            | 0            | 0            | 0            | 20     | 0      | 0      | 0      | 0      |
| A. Gennari            | 8    | 57   | 45   | 8    | 4    | 0            | 0            | 0            | 0            | 0            | 8      | 57     | 45     | 8      | 4      |
| A. Haak               | 17   | 133  | 107  | 19   | 7    | 3            | 22           | 13           | 7            | 2            | 20     | 155    | 120    | 26     | 9      |
| L. Hardeman           | 7    | 48   | 37   | 9    | 2    | 2            | 6            | 5            | 0            | 1            | 9      | 54     | 42     | 9      | 3      |
| K. Inoue              | 16   | 0    | 0    | 0    | 0    | 2            | 1            | 0            | 0            | 1            | 18     | 1      | 0      | 0      | 1      |
| S. Ka'aha'aina-Torres | 15   | 19   | 8    | 4    | 7    | 2            | 7            | 3            | 4            | 0            | 17     | 26     | 11     | 8      | 7      |
| C. Lloyd              | 16   | 38   | 9    | 22   | 7    | 3            | 3            | 2            | 1            | 0            | 19     | 41     | 11     | 23     | 7      |
| M. McCage             | 17   | 153  | 99   | 49   | 5    | 2            | 19           | 12           | 6            | 1            | 19     | 172    | 111    | 55     | 6      |
| C. Ogbogu             | 18   | 196  | 124  | 65   | 7    | 3            | 27           | 20           | 7            | 0            | 21     | 223    | 144    | 72     | 7      |
| A. O'Neal             | 12   | 57   | 38   | 14   | 5    | 2            | 18           | 12           | 2            | 4            | 14     | 75     | 50     | 16     | 9      |
| M. Skinner            | 18   | 300  | 264  | 27   | 9    | 2            | 26           | 24           | 2            | 0            | 20     | 326    | 288    | 29     | 9      |